# Stylaster spatula
Stylaster spatula is een hydroïdpoliep uit de familie Stylasteridae. De poliep komt uit het geslacht Stylaster. Stylaster spatula werd in 1986 voor het eerst wetenschappelijk beschreven door Cairns. 